# Tyrannius Rufinus
Tyrannius Rufinus vagy Aquileiai Rufinus (latinul: Rufinus Aquileiensis), (345 körül, Concordia – 410, Messina) latin szerzetes, egyházi író.

## Élete
Rufinus az Aquilea melletti Concordiában született 345 körül. Együtt tanult Rómában Szent Jeromossal, és vele kezdett aszketikus életet 368-ban Aquliában. 370-ben megkeresztelkedett, majd a csoport szétoszlása után 371-ben Alexandriába utazott. 373-ban elkísérte Idősebb Szent Melániát Alsó-Egyiptom szerzetesi világába. Ott is maradt 6–7 évig, és Vak Didümosz, illetve Nazianzi Szent Gergely tanításait hallgatta, míg Melánia továbbment Palesztinába.
378-ban Rufinus is Jeruzsálembe költözött, és 380-ban Olajfák hegyén emelt kolostorban telepedett le. Rufinust hamarosan II. János (püsp.: 387–417) pappá szentelte, és Rufinus 386-ban Betlehembe települt át. Jeromossal való barátsága azonban az Órigenésszel kapcsolatos viták miatt megszakadt. Rufinus origenista maradt, míg Jeromos nem osztotta ezt a nézetet. Rufinus és Jeromos vitája 393 és 397 között zajlott, melyben az éles hangnemet Jeromos ütötte meg. Rufinus Aquileába vonult vissza, majd a gót támadás elől 407-ben Rómába ment. Később Szicíliába költözött, és Messina városában fejezte be az életét 410-ben.
Rufinus fontos szerepet töltött be az egyháztörténelemben: egyike volt azoknak, aki a keleti (egyiptomi és a kappadókiai) szerzetességet megismertették a Nyugattal. Művei, fordításai az egész latin középkoron át közvetítették a keleti szerzetesség lelkiségét.

## Művei

### Fordításai
Rufinus nagymértékű fordítói munkásságot fejtett ki. Rómában kezdte el fordítani Órigenész lelkiséggel telt homiliáit, illetve Peri Arkhón című művét De principiis címmel. Elkészítette még a szintén Órigenész neve alatt megmaradt hosszú írás, Az Istenbe vetett helyes hitről című dialógus latin fordítását, melyet inkább Methodiosz Olümposznak tulajdonítanak.
Caesareai Pamphilosz Apológiáját is átültette latin nyelvre, de Institutio címmel latinra fordította Nagy Szent Vazul Aszketikonjának első változatát és 9 homiliáját, Nazianzi Szent Gergely 9 beszédét, valamint Evagriosz Pontikosz szentenciáinak egy részét is.
Fordításainak része Római Szent Kelemen utazásait és a Szent Péterrel folytatott dialógusait tartalmazó Pseudo-Clementinák. Ezt 20 kelemeni homília és a Kelemen-regényt (Recognitiones) átültetése egészítette ki. Mivel a kelemeni iratokkal kapcsolatban a 4. század végén már felmerültek eretnekségi kérdések, és tele voltak archaikus kifejezésekkel Rufinus megpróbálta javítani az eredeti szöveget. Ugyancsak latinra fordította Kaiszareiai Euszebiosz Egyháztörténetét. és Caesareai Gelasziosz A szerzetesek története című művét is.

### Saját művei
403 és 410 között készült el a Historia monachorum in Egypto (Az egyiptomi szerzetesek élete) című műve. Hogy a művet ő maga írta-e, vagy csak fordította, nem ismeretes. Az apostoli hitvallásról című saját műve sokat merített Jeruzsálemi Szent Cirill katekéziseiből, de abból a szempontból jelentős, hogy Rufinus művében található az apostoli hitvallás latin szövege legelőször. A Teremtés könyvének 49. részét magyarázza A pátriárkáknak adott áldásokról című munkája. Rufinus órigenészi hatásokat mutat az egzegézis terén is, az allegorikus szentírásmagyarázat elvei jellemzi alkotását.

## Művei magyarul
- Tyrannius Rufinus: Az egyiptomi szerzetesek élete (ford., bev., jegyz. Pataki Elvira), Pázmány Péter Katolikus Egyetem Bölcsészettudományi Kar, Piliscsaba, 2004, ISBN 9789639296572, 137 p.